# IFK Kumla IBK
IFK Kumla IBK är en innebandyklubb från Kumla som bildades 1985. IFK Kumla IBK har många lag, både på herr-, dam-, junior- och ungdomssidan. De har även ett handikappslag. De största framgångarna har damlaget bärgat som spelade i Elitserien säsongen 2006/2007.
2006/2007